# Дієта Портфоліо
Дієта Портфоліо – це лікувальна рослинна дієта, створена британським дослідником Девідом Дж. Дженкінсом у 2003 році для зниження рівня холестерину в крові.   Дієта наголошує на використанні харчових компонентів, для яких було доведено їх зв'язок зі зниженням холестерину в крові. Розчинна клітковина, соєвий білок, рослинні стероли та горіхи є чотирма основними компонентами дієти Портфоліо.  У дієті мало насичених жирів і багато клітковини. Дослідники припустили, що дієта Портфоліо може бути корисним доповненням до терапії статинами, щоб допомогти людям досягти цільових показників ліпідів крові. 

## Контекст
Хвороби серця є основною причиною смерті в розвинених країнах.  Було виявлено кілька факторів ризику, пов’язаних із серцево-судинними захворюваннями. Вони включають високий кров'яний тиск, високий рівень холестерину в крові, надмірну вагу або ожиріння та куріння.  Американська кардіологічна асоціація (AHA) і Американський коледж кардіології (ACC) запропонували керувати способом життя для контролю факторів ризику з метою зниження ризику серцево-судинних захворювань. Однією зі стратегій є зменшення споживання насичених жирів у їжі, що має знизити рівень ліпопротеїнів низької щільності в крові ( ЛПНЩ ), який вважається «поганим» холестерином у крові.  Якщо дієта та контроль способу життя самі по собі неефективні, додають ліки, наприклад статини, для зниження рівня холестерину в крові. Встановлено, що соєвий білок, горіхи, в’язка клітковина та рослинні стероли знижують холестерин. Управління з контролю за якістю харчових продуктів і медикаментів США схвалило заяву про здоров’я цих продуктів. Девід Дженкінс вважає, що включення всіх цих продуктів в раціон більш ефективно знижує рівень холестерину.

## Дієта
Типова дієта Портфоліо включає щоденне споживання приблизно 50 грамів горіхів (таких, як - мигдаль, арахіс і волоські горіхи), 2 грами рослинних стеринів, 10-25 грамів розчинної клітковини (з таких джерел, як овес, ячмінь і подорожник) і 50 грамів соєвого білка. 

## Вплив на здоров'я
Існують якісні докази того, що дієта Портфоліо статистично значуще знижує рівень холестерину ЛПНЩ і позитивно впливає на кардіометаболічні фактори ризику. 